# Filip Prebsl
Filip Prebsl (4 marzo 2004) è un calciatore ceco, centrocampista dello Slavia Praga.

## Carriera

### Club
Prebsl è cresciuto nel settore giovanile dello Slavia Praga. L'8 febbraio 2021 è stato ceduto in prestito al Viktoria Žižkov, dove ha giocato il suo primo incontro ufficiale tre giorni dopo in Pohár FAČR contro lo Slovan Liberec. Sei mesi più tardi è passato in prestito al Graffin Vlašim e nel mercato invernale successivo si è unito allo Slovan Liberec per un anno e mezzo.
Nell'estate del 2024 ha fatto ritorno allo Slavia Praga, con cui ha rinnovato il contratto fino al 30 giugno 2028.

### Nazionale
Ha giocato con le nazionali giovanili ceche Under-17, Under-19, Under-20 ed Under-21.

## Statistiche

### Presenze e reti nei club
Statistiche aggiornate al 26 novembre 2024.
| Stagione              | Squadra               | Campionato            | Campionato | Campionato | Coppe nazionali | Coppe nazionali | Coppe nazionali | Coppe continentali | Coppe continentali | Coppe continentali | Altre coppe | Altre coppe | Altre coppe | Totale | Totale | Totale |
| Stagione              | Squadra               | Comp                  | Pres       | Reti       | Comp            | Pres            | Reti            | Comp               | Pres               | Reti               | Comp        | Pres        | Reti        | Pres   | Reti   |        |
| --------------------- | --------------------- | --------------------- | ---------- | ---------- | --------------- | --------------- | --------------- | ------------------ | ------------------ | ------------------ | ----------- | ----------- | ----------- | ------ | ------ | ------ |
| gen.-giu. 2021        | Viktoria Žižkov       | FNL                   | 4          | 0          | CRC             | 1               | 0               | -                  | -                  | -                  | -           | -           | -           | 5      | 0      |        |
| 2021-gen. 2022        | Graffin Vlašim        | FNL                   | 9          | 0          | CRC             | 0               | 0               | -                  | -                  | -                  | -           | -           | -           | 9      | 0      |        |
| gen.-giu. 2022        | Slovan Liberec        | 1L                    | 0          | 0          | CRC             | 0               | 0               | -                  | -                  | -                  | -           | -           | -           | 0      | 0      |        |
| 2022-2023             | Slovan Liberec        | 1L                    | 26         | 1          | CRC             | 3               | 0               | -                  | -                  | -                  | -           | -           | -           | 29     | 1      |        |
| 2023-2024             | Slovan Liberec        | 1L                    | 26         | 2          | CRC             | 3               | 0               | -                  | -                  | -                  | -           | -           | -           | 29     | 2      |        |
| Totale Slovan Liberec | Totale Slovan Liberec | Totale Slovan Liberec | 32         | 3          |                 | 6               | 0               |                    | -                  | -                  |             | -           | -           | 38     | 3      |        |
| 2024-2025             | Slavia Praga          | 1L                    | 11         | 1          | CRC             | 0               | 0               | UCL+UEL            | 3+2                | 0                  | -           | -           | -           | 16     | 1      |        |
| Totale carriera       | Totale carriera       | Totale carriera       | 76         | 4          |                 | 7               | 0               |                    | 5                  | 0                  |             | -           | -           | 88     | 4      |        |